# Jupânești
Jupâneşti é uma comuna romena localizada no distrito de Gorj, na região de Oltênia. A comuna possui uma área de 57.24 km² e sua população era de 2378 habitantes segundo o censo de 2007.